# Foulgo (Salogo)
Pour les articles homonymes, voir Foulgo.
Foulgo est une commune rurale située dans le département de Salogo de la province du Ganzourgou dans la région Plateau-Central au Burkina Faso.

## Géographie
Foulgo est situé à environ 20 km au nord-ouest de Salogo, le chef-lieu du département, et à environ 2 km au nord-ouest de Zamsé.

## Santé et éducation
Le centre de soins le plus proche de Foulgo est le centre de santé et de promotion sociale (CSPS) de Zamsé tandis que le centre médical avec antenne chirurgicale (CMA) se trouve à Zorgho.